# Igor Czislenko
Igor Leonidowicz Czislenko (ros. Игорь Леонидович Численко, ur. 4 stycznia 1939 w Moskwie, zm. 22 września 1994 tamże) – rosyjski piłkarz występujący na pozycji napastnika, wielokrotny reprezentant Związku Radzieckiego, wicemistrz Europy w 1964.
Wychowanek drużyny młodzieżowej Torpedo Moskwa i moskiewskiej szkoły piłkarskiej. Prawie całą karierę zawodniczą spędził w Dynamie Moskwa, do którego trafił w 1957. Barw klubu ze stolicy ZSRR bronił przez 14 sezonów, zdobywając Mistrzostwo ZSRR w 1959 i 1963 oraz Puchar ZSRR w 1967. Był jednym z najlepszych strzelców ligi. W dalszym rozwoju kariery przeszkodziła mu kontuzja, której doznał w meczu reprezentacji z Czechosłowacją 1 czerwca 1968. Niedługo potem zmuszony był opuścić Moskwę. Karierę klubową zakończył w sezonie 1971 jako zawodnik Dynama Celinograd, gdzie pełnił jednocześnie funkcję grającego trenera.
3 października 1959 zadebiutował w reprezentacji Związku Radzieckiego. W 1. połowie lat 60. stał się jednym z jej najważniejszych zawodników, decydującym o sile ataku. Wziął udział w Mundialu 1962. Dwa lata później zdobył srebrny medal mistrzostw Europy, a w 1966 wraz z drużyną ZSRR zajął czwarte miejsce na mistrzostwach świata w Anglii. Pechowe spotkanie z Czechosłowacją w czerwcu 1968, w którym doznał bolesnej kontuzji, było zarazem ostatnim jego międzypaństwowym występem. Ogółem w Sbornej wystąpił w 53 meczach, strzelił 20 bramek.
Po rozstaniu z futbolem pracował w przedsiębiorstwie robót ogrodniczych w Moskwie oraz przedsiębiorstwie budowlanym.